# Juan Armando Pérez Talamantes
Juan Armando Pérez Talamantes (* 12. Oktober 1970 in Santa Catarina, Nuevo León) ist ein mexikanischer römisch-katholischer Geistlicher und Weihbischof in Monterrey.

## Leben
Juan Armando Pérez Talamantes wurde am 12. Januar 1997 zum Diakon geweiht. Er empfing am 15. August 1997 das Sakrament der Priesterweihe.
Am 22. März 2014 ernannte ihn Papst Franziskus zum Titularbischof von Auzegera und bestellte ihn zum Weihbischof in Monterrey. Der Erzbischof von Monterrey, Rogelio Cabrera López, spendete ihm und auch Alfonso Gerardo Miranda Guardiola am 13. Juni desselben Jahres die Bischofsweihe; Mitkonsekratoren waren der Erzbischof von Guadalajara, Francisco Kardinal Robles Ortega, und der Apostolische Nuntius in Mexiko, Erzbischof Christophe Pierre.